# Ferdinando e Carolina
Ferdinando e Carolina è un film del 1999, diretto da Lina Wertmüller.

## Trama
Sul finir della sua vita l'anziano Ferdinando di Borbone rievoca morente le follie giovanili, e il suo iniziale odio e poi amore per Maria Carolina d'Asburgo-Lorena. Fin da piccolo il vivace Ferdinando si dedica agli scherzi e ai divertimenti, senza occuparsi minimamente degli affari politici. A otto anni suo padre, Carlo di Borbone, diventa re di Spagna e gli lascia il trono di Napoli.
Tuttavia neanche adesso il giovane, divenuto re di Napoli, sembra interessato alla gestione dello Stato: seppur affiancato dai validi (invero molto conservatori) San Severo, Tanucci e Galiani, egli passa le giornate tra battute di caccia con i suoi "guappi" e incontri galanti con la sua amante, la principessa di Medina, che egli intende sposare.
Carlo al fine di mantenere una lunga e durevole pace nella penisola italiana ha già combinato il matrimonio del rampollo con una figlia dell'imperatrice Maria Teresa d'Austria: Ferdinando diventa promesso sposo prima di Maria Giovanna e poi di Maria Giuseppa, ma entrambe muoiono di vaiolo egli comincia a odiare e temere allo stesso tempo la famiglia degli Asburgo-Lorena, che accusa di essere "fracichi", cioè di salute molto cagionevole.
Alla fine viene concordato il suo matrimonio con Maria Carolina, celebrato quando i due erano poco più che bambini (17 anni lui, 16 lei). A dispetto di quel che egli stesso aveva pensato, Ferdinando rimane folgorato dalla bellezza della consorte e per un po' di tempo la coppia vive felice. Tuttavia la regina, una volta divenuta più esperta della vita di palazzo, comincia a essere più severa nei confronti del marito (lo costringe a studiare) e dei suoi consiglieri, che contro la sua volontà fanno arrestare i membri di una loggia massonica formata da amici della nobildonna austriaca.
La famiglia reale genera due figlie, ma il maschio sembra non voler arrivare. Temendo che Ferdinando sia in balia della moglie, l'abate Galiani, in combutta con due avventurieri francesi e con il benestare del re Carlo, organizza una messinscena: chiede all'ex cameriera Sara Goudar di sedurre il re in modo da allontanarlo dalla moglie. La prosperosa donna riesce nell'intento e, venutolo a sapere, anche Maria Carolina tradisce il consorte. Alla fine però i due si riappacificano e finalmente danno al mondo l'erede maschio.

## Produzione
Il film è ambientato nella Reggia di Caserta, e in altri luoghi che rimandano ai fasti delle corti borboniche del Settecento, tra cui la Casina Vanvitelliana del Fusaro. Quasi tutte le scene degli interni, furono girate nelle Residenze Sabaude come il Palazzo Reale di Torino, Castello di Racconigi, Reggia di Venaria e Palazzina di Caccia di Stupinigi. 

## Riconoscimenti
- 1999 - David di Donatello
  - Candidatura come migliore attore non protagonista a Mario Scaccia
  - Candidatura per la migliore scenografia a Enrico Job
  - Candidatura per i migliori costumi a Gino Persico
- 2000 - Nastro d'argento
  - Candidatura per i migliori costumi a Gino Persico